# Pont del Molí de Ginebrosa
El pont del Molí de Ginebrosa és un pont de Lladurs (Solsonès) inclò a l'Inventari del Patrimoni Arquitectònic de Catalunya.

## Descripció

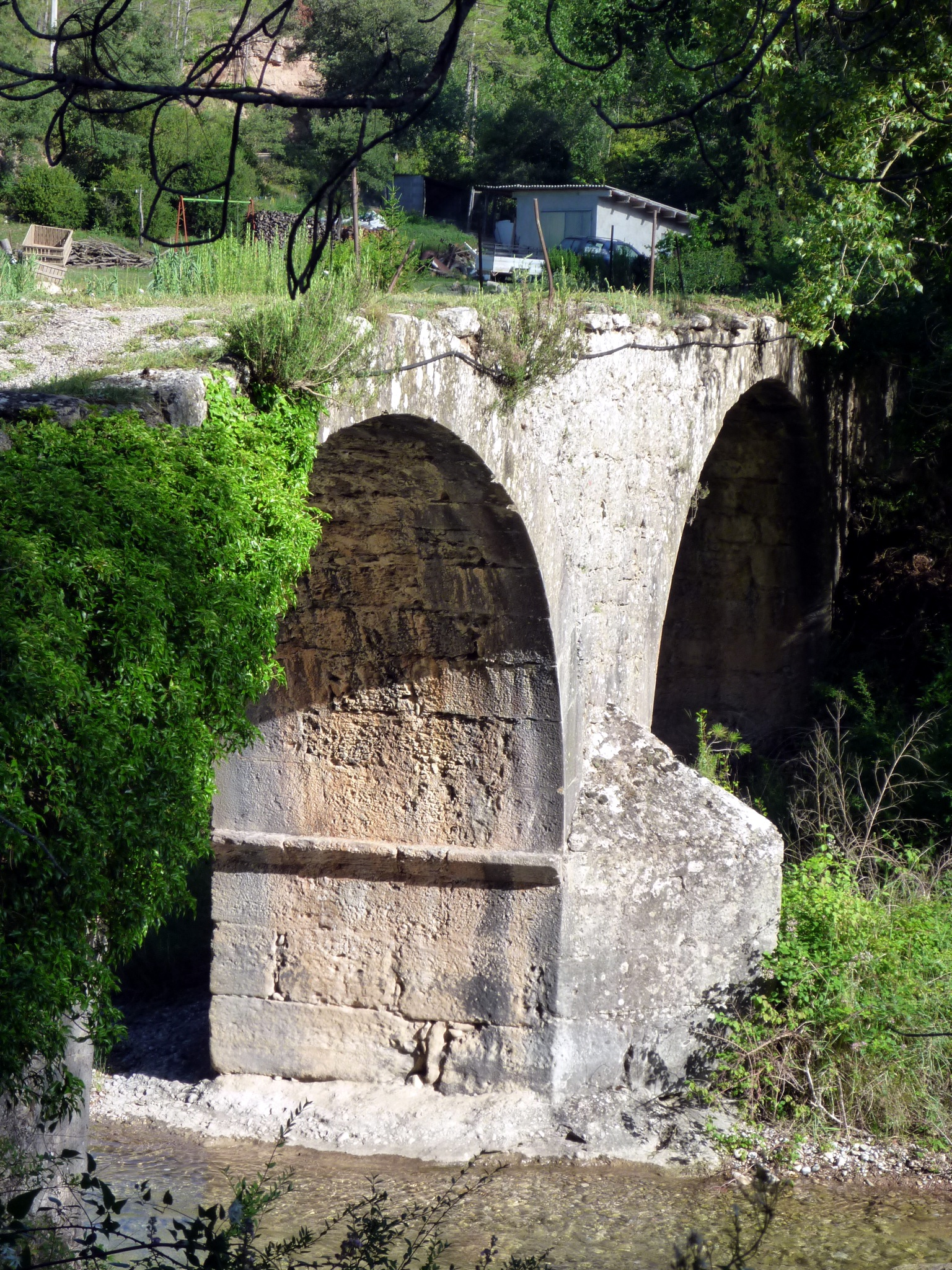
Arc central

El pont del Molí de la Ginebrosa, té tres arcs, tot de pedra, pla i sense baranes. Passa per sobre de la Ribera Salada, afluent per l'esquerra del Segre.
S'hi va per la pista asfaltada, senyalitzada com "Camí de Querol", que surt del punt quilomètric 91,8 de la carretera C-26, enfront del Molí de Querol (42° 01′ 33″ N, 1° 24′ 00″ E / 42.025789°N,1.399935°E). La pista remunta el marge esquerre de la Ribera Salada. Als 2,6 km, es deixa a l'esquerra el Pont del Molí d'Ingla, i al cap de 4,9 km. s'arriba al Pont de Ginebrosa. Està indicat.